# Gnosis (gnosticismo)
Gnosis es el sustantivo griego común para el conocimiento (γνῶσις, gnōsis, f.). El término se utiliza en varias religiones y filosofías helenísticas. Se conoce mejor desde el Gnosticismo, donde significa un conocimiento 
o perspicacia de la verdadera naturaleza de la humanidad como divina, que conduce a la liberación de la chispa divina dentro de la humanidad de las limitaciones de la existencia terrenal.

## Etimología
Gnosis es un sustantivo griego femenino que significa "conocimiento" o "conciencia".  A menudo se utiliza para el conocimiento personal en comparación con el conocimiento intelectual (εἶδειν, eídein), como el francés connaître en comparación con savoir, el español conocer en comparación con saber, el italiano conoscere en comparación con sapere, el alemán kennen en lugar de wissen, o el griego moderno γνωρίζω (gnorízo) en comparación con ξέρω (xéro).
Un término relacionado es el adjetivo gnostikos, "cognitivo", un adjetivo razonablemente común en el griego clásico. Platón utiliza el adjetivo plural γνωστικοί - gnostikoi y el adjetivo femenino singular γνωστικὴ ἐπιστήμη - gnostik episteme en su Politikos, donde también se utilizaba el episteme Gnostike para indicar la propia aptitud.[cita requerida] Los términos no parecen indicar ningún significado místico, esotérico u oculto en las obras de Platón, sino que expresan una especie de inteligencia y habilidad superior análoga al talento.

Extraño: "De esta manera, entonces, divide toda la ciencia en dos artes, llamando a una práctica (praktikos), y a la otra puramente intelectual (gnostikos)".
El joven Sócrates: "Asumamos que toda la ciencia es una y que estas son sus dos formas."
Platón, Politikos

En la era helenística, el término se asoció con los cultos de misterio.
La Gnosis se utiliza en toda la filosofía griega como un término técnico para el conocimiento experimental (véase gnoseología) en contraste con el conocimiento teórico o la epistemología.[cita requerida] El término también se relaciona con el estudio de la retención del conocimiento o la memoria (véase también cognición), en relación con lo óntico u ontológico, que es la forma en que algo es realmente, más que la forma en que algo es capturado (abstracción) y almacenado (memoria) en la mente.[cita requerida]
Ireneo utilizó la frase "conocimiento falsamente llamado" (pseudónimo gnosis, de 1 Timoteo 6:20) para el título de su libro On the Detection and Overthrow of False Knowledge (Sobre la detección y el derrocamiento del falso conocimiento), que contiene el adjetivo gnostikos, que es la fuente del término inglés del siglo XVII "Gnosticism".[cita requerida]

## Uso judeocristiano

### La literatura judía helenística
La palabra griega gnosis ("conocimiento") se utiliza como traducción estándar de la palabra hebrea "conocimiento" (דעת da'ath) en la Septuaginta, por lo tanto:
 

El Señor da la sabiduría [ħokhma] (sofia), de su rostro sale el conocimiento [da'ath] (gnosis) y la comprensión [tevuna] (síntesis)"
- Proverbios 2.6

Filón también se refiere a la "sabiduría" (gnosis) y a la "sabiduría" (sofía) de Dios.

### El Nuevo Testamento
En el Nuevo Testamento, Pablo distingue entre "conocimiento" (gnosis) y "conocimiento falsamente llamado" (pseudónimos de gnosis).

### En los escritos de los padres griegos
Los padres del cristianismo primitivo usaron la palabra gnosis ("conocimiento") para significar conocimiento espiritual o conocimiento específico de lo divino. Este uso positivo fue para contrastarlo con la forma en que los sectarios gnósticos usaban la palabra. Este uso positivo se trasladó de la filosofía helénica a la ortodoxia griega como una característica crítica de las prácticas ascéticas, a través de San Clemente de Alejandría, Ireneo, Hipólito de Roma, Hegesipo y Orígenes.[cita requerida]
El término cardiognosis ("conocimiento del corazón"), del cristianismo oriental relacionado con la tradición de las estrellas, es en la teología católica la visión de que sólo Dios conoce la condición de la relación de uno con Dios.

### En el pensamiento ortodoxo oriental
La Gnosis en el pensamiento cristiano ortodoxo (principalmente ortodoxo oriental) es el conocimiento espiritual de un santo (uno que ha obtenido la teosis) o un ser humano místicamente iluminado. Dentro de las culturas de procedencia del término (bizantina y helénica), la Gnosis era un conocimiento o perspicacia de lo infinito, divino e increado en todo y sobre todo, más que un conocimiento estrictamente del mundo finito, natural o material. La Gnosis es trascendental, así como la comprensión madura. Indica conocimiento espiritual directo, experiencial y conocimiento intuitivo, místico más que el del pensamiento racional o razonado. La Gnosis en sí misma se obtiene a través de la comprensión a la que se puede llegar a través de la experiencia interior o la contemplación como una epifanía interna de la intuición y una epifanía externa como la Teofanía.
En la Filocalia se hace hincapié en que ese conocimiento no es un conocimiento secreto sino más bien una forma madura y trascendente de conocimiento derivado de la contemplación (teoria resultante de la práctica de la vacilación), ya que el conocimiento no puede derivarse realmente del conocimiento, sino que el conocimiento sólo puede derivarse de la teoría (atestiguar, ver o experimentar). El conocimiento, por lo tanto, juega un papel importante en relación con la teosis (deificación/relación personal con Dios) y la teoria (revelación de lo divino, visión de Dios). La Gnosis, como el uso apropiado de la facultad espiritual o noética, juega un papel importante en la teología cristiana ortodoxa. Su importancia en la economía de la salvación se discute periódicamente en la Filocalia, donde como conocimiento directo y personal de Dios (noesis; véase también Noema) se distingue del conocimiento epistemológico ordinario (episteme; es decir, filosofía especulativa).

## Gnosticismo
El gnosticismo se originó a finales del siglo I d. C. en las sectas judías no árabes y en las primeras sectas cristianas. En la formación del cristianismo, diversos grupos sectarios, calificados de "gnósticos" por sus oponentes, hicieron hincapié en el conocimiento espiritual (gnosis) de la chispa divina interior, por encima de la fe (pistis) en las enseñanzas y tradiciones de las diversas comunidades de cristianos. El Gnosticismo presenta una distinción entre el Dios más alto e incognoscible y el demiurgo "creador" del universo material. Los gnósticos consideraban que la parte más esencial del proceso de salvación era este conocimiento personal, en contraste con la fe como una perspectiva en su visión del mundo junto con la fe en la autoridad eclesiástica. Fueron considerados herejes por los Padres de la Iglesia primitiva. 